# Kubapivi
Kubapivi (Contopus caribaeus) är en fågel i familjen tyranner inom ordningen tättingar. Den förekommer på Kuba och i Bahamas.

## Utseende och läten
Kubapivin är en 16 cm mörk tyrann. Ovansidan är mörkt olivgrå och undersidan mörkgrå till beigefärgad. Direkt bakom ögat syns en vit halvmåneformad fläck. Den breda och platta näbben är tvåfärgad, med en gul nedre näbbhalva. Lätet består av en lång och fallande vissling.

## Levnadssätt
Fågeln hittas i både löv- och tallskog, skogsbryn, sumpskog, mangroveträsk och buskmarker. Födan består huvudsakligen av insekter, men den tar även frukt. Boet är litet och skålformat, vari den lägger upp till fyra ägg mellan mars och juni.

## Utbredning och systematik
Kubapivi delas in i fyra underarter med följande utbredning:
- Contopus caribaeus bahamensis – förekommer på Grand Bahama, Abaco, Andros, New Providence Island och Eleuthera
- Contopus caribaeus caribaeus – förekommer på Kuba och Isla de la Juventud
- Contopus caribaeus morenoi – förekommer i södra Kuba (Zapatahalvön) och angränsande cays vid kusten
- Contopus caribaeus nerlyi – förekommer på öarna utanför södra Camagüey (Kuba)

Arten har även påträffats tillfälligt i USA.
Tidigare behandlades kubapivin, jamaicapivin (C. pallidus) och hispaniolapivin (C. hispaniolensis) som en och samma art.

## Status och hot
Arten har ett stort utbredningsområde, men tros minska i antal, dock inte tillräckligt kraftigt för att den ska betraktas som hotad. Internationella naturvårdsunionen IUCN listar arten som livskraftig (LC).